# 细穗草属
细穗草属（学名：Lepturus）是禾本科下的一个属，为矮小草本植物。该属共有约6种，分布于东半球热带和亚热带地区。